# Новосельцев, Геннадий Станиславович
Генна́дий Станисла́вович Новосе́льцев (род. 19 августа 1974, Валуйки, Белгородская область) — российский государственный и политический деятель. Председатель Законодательного Собрания Калужской области с 24 сентября 2020 года.

## Биография
Геннадий Новосельцев родился 19 августа 1974 года в городе Валуйки Белгородской области.
В 1991 году окончил среднюю школу № 4 города Вязьма Смоленской области, в 1996 г. — Московский технологический институт, факультет «Радиотехника», в 2015 году — ФГБОУ ВО «Российская академия народного хозяйства и государственной службы при Президенте Российской Федерации», факультет «Экономика».
В 2018 году — профессиональная переподготовка в ФГБОУ ВО «Российская академия народного хозяйства и государственной службы при Президенте Российской Федерации» по программе «Развитие региональных команд».
В 2019 году — профессиональная переподготовка в ФГБОУ ВО «Российская академия народного хозяйства и государственной службы при Президенте Российской Федерации» по направлению «Руководитель цифровой трансформации».
С 1997 по 2004 гг. осуществлял профессиональную деятельность в различных отраслях народного хозяйства на территории Калужской области.
С 2004 по 2006 гг. — генеральный директор ОАО «Калужская ипотечная корпорация».
С 2006 года — заместитель генерального директора, с 2007 по 2010 гг. — генеральный директор индустриального парка «Ворсино».

## Политическая карьера
С 2010 по 2016 гг. —  Глава администрации муниципального образования муниципального района «Боровский район».
С 2016 по 2018 гг. — заместитель Губернатора Калужской области.
С 2018 по 2020 гг. — заместитель Губернатора Калужской области — руководитель администрации Губернатора Калужской области.
24 сентября 2020 года единогласно избран председателем Законодательного Собрания Калужской области.
Член партии «Единая Россия». Руководитель фракции КРО ВПП «Единая Россия» в Законодательном Собрании Калужской области.

## Семья
Женат, воспитывает троих детей.

## Награды
- Благодарность Губернатора Калужской области (27 декабря 2010)
- Медаль «За заслуги в проведении Всероссийской переписи населения 2010 года» (21 мая 2012)
- Юбилейная медаль «70 лет Калужской области» (26 декабря 2014)
- Медаль Калужской Епархии Русской православной церкви Праведного Лаврентия Калужского II степени
- Медаль «За особые заслуги перед Калужской областью» III степени (14 ноября 2016)
- Медаль «За особые заслуги перед Калужской областью» II степени (6 декабря 2018)
- Благодарность Министра спорта Российской Федерации (20 февраля 2019)
- Почётная грамота Президента Российской Федерации (2 января 2021)
- Нагрудный знак «80 лет освобождения Гомельской области от немецко-фашистских захватчиков» (Гомель, 3 июля 2024)[1]
- Юбилейная медаль «80 лет Калужской области» (14 августа 2024) — за активное участие и высокие достижения в социально-экономическом развитии Калужской области
- Орден Дружбы (21 июля 2025)[2]